# Кузовлево (Томск)
Ку́зовлево — микрорайон (внутригородской посёлок) в Октябрьском районе Томска   Томской области России.

## География
Расположен восточнее посёлка Спутник. Через посёлок протекает река Большая Киргизка.

## История
Деревня Кузовлева основана в 1727 году.
В конце XIX — начале XX веков в Кузовлеве находились винокуренный завод и мельница вдовы купца Пастухова (в 1899 году оба предприятия были приобретены «Торговым домом „Кухтерин и сыновья“»); завод по производству патоки из картофеля, из которой в дальнейшем варили варенье; мебельная фабрика купца Бударина.
В 1897—1899 году была построена деревянная церковь на 180 человек по проекту архитектора В. В. Хабарова.
В 1981 году запущен Кузовлевский тепличный комплекс (ныне — ООО ТПК «САВА»).
В середине 1990-х годов посёлок был присоединён к Томску.

## Улицы
19 июля 1999 году в Кузовлеве официально утверждены улицы: Заречная, Молодёжная, Пионерская, Советская, Солнечная, Тепличная, Школьная, переулок Тихий (все эти улицы де-факто существовали и до указанной даты), тогда же внутригородская часть дороги Томск—Самусь получила название Кузовлевский тракт, в неустановленное время появилась улица Тихая.